# Albert Zürner
Albert Zürner (født 30. januar 1890 i Hamborg, død 13. juli 1920 smst) var en tysk udspringer, som deltog i tre olympiske lege i begyndelsen af 1900-tallet.
Han var første gang med ved de olympiske mellemlege 1906, hvor han blev nummer fire i udspringskonkurrencen.
Han deltog igen ved OL 1908 i London, hvor han stillede op i vippe-konkurrencen (1 og 3 m bræt). Han vandt først sin pulje i indledende runde og blev derpå nummer to i semifinalen. I finalen scorede han 85,50 point, hvilket var nok til guldet, mens hans landsmand, Kurt Behrens, fik sølv med 85,30 point og amerikaneren George Gaidzik samt en tredje tysker, Gottlob Walz, begge opnåede 80,80 point og delte tredjepladsen.
Fire år ved OL 1912 i Stockholm deltog han i alle tre udspringskonkurrencer. I vippe-konkurrencen blev han nummer fire, og i normal udspring fra fast basis gik han ikke videre fra indledende runde. I tårnspringskonkurrencen klarede han sig bedst, idet han efter en andenplads i indledende runde gentog denne placering i finalen med 72,60 point, mens svenske Erik Adlerz vandt guld med 73,94 point, og en anden svensker,  Gustaf Blomgren, blev nummer tre med 69,56 point.
Han døde i en udspringsulykke.